# Hiradobrug
De Hiradobrug (平戸大橋, Hirado Ō-hashi) is een hangbrug in de Japanse prefectuur Nagasaki. De brug verbindt het eiland Hirado met Kyushu (Tabira). De brug werd voltooid in 1977. De hoofdoverspanning bedraagt 465,5 meter. De brug heeft een totale lengte van 665 m. De brug maakt deel uit van Autoweg 383. Sinds 1 april 2010 is het geen tolweg meer.